# Grand Prix automobile de Pau 2013
Le Trophée de Pau de Formule Renault 2013 (Formula Renault 2.0 Pau Trophy) se déroule lors de la 72e édition du Grand Prix de Pau. Cette course spéciale de la Formule Renault 2.0 est une épreuve indépendante hors championnat. Le Grand Prix se dispute les 18, 19 et 20 mai 2013, la dernière journée étant le lundi de pentecôte (jour ferié), ce qui constitue le retour de la tradition du GP Palois.

## Résumé
Cette section ne s'appuie pas, ou pas assez, sur des sources secondaires ou tertiaires indépendantes du sujet.

Pour l'améliorer, ajoutez-en, ou placez des modèles {{Source secondaire souhaitée}} ou {{Source secondaire nécessaire}} sur les passages mal sourcés. (juin 2022)

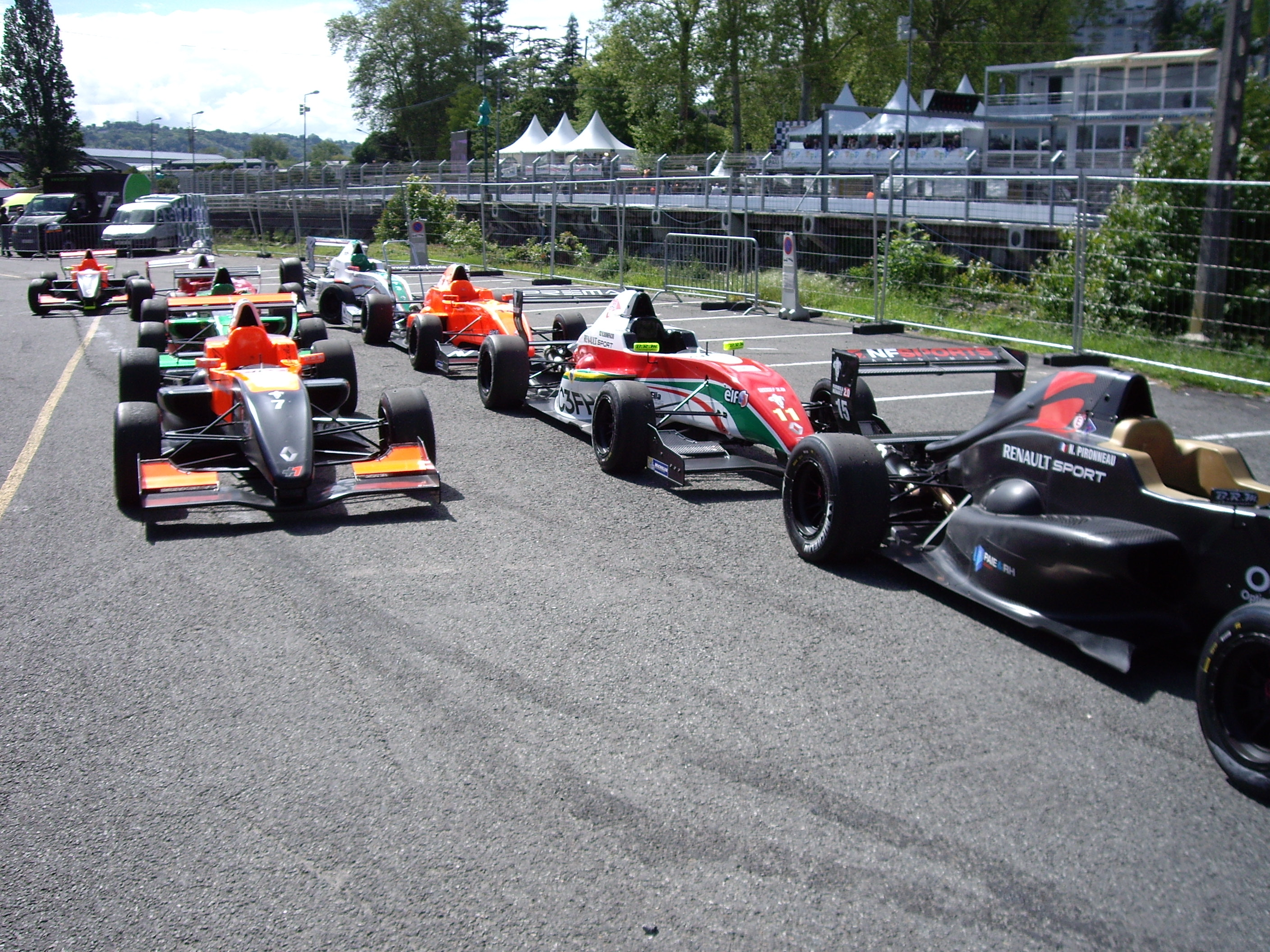
Parc fermé du Grand Prix automobile de Pau 2013

L'édition 2013 se déroule du 18 au 20 mai et renoue ainsi avec la tradition du lundi de Pentecôte. Les organisateurs souhaitent faire venir la Formule 3 britannique. Malheureusement, cette série souffre de la concurrence avec le Championnat européen, qui fait le plein d'engagés après avoir modifié son format de courses. Stéphane Ratel Organisation, organisateur du Championnat britannique, modifie en urgence son calendrier et réduit ce dernier à quatre épreuves, Pau n'en fait pas partie.
Dans le même temps, Renault Sport indique que la manche paloise de Formule Renault 2.0, désertée par le Championnat Alps, devient une manche hors-championnat réunissant les meilleurs pilotes de la discipline : le Formula Renault 2.0 Pau Trophy. Cette épreuve est alors de facto considérée comme étant le Grand Prix de Pau 2013.
Au début de l'année, les médias locaux (informés par les promoteurs) annoncent que Jacques Villeneuve, Sébastien Loeb et Yvan Muller seraient présents au Grand Prix de Pau en catégorie Mitjet Series 2 L. Une polémique éclate un peu plus tard dans l'année lorsque le public apprend que seul Loeb viendrait à Pau car Muller, qui a signé avec RML Group pour disputer la saison 2013 du Championnat du monde des voitures de tourisme (qui inclut la Course WTCC d'Autriche disputée le même weekend que la manche béarnaise), sera absent du Grand Prix. Le même cas de figure concerne Villeneuve qui est absent du Grand Prix car il doit participer à la seconde manche du Championnat de France FFSA GT à Imola le même weekend (il est finalement présent nulle part en raison de la défection d'un sponsor pour la manche d'Imola). Ce dernier sera même étonné d'avoir été annoncé, en effet, les affiches placardées dans la ville béarnaise mentionnaient la présence du champion canadien.
En mars, Philippe Lavaud, maire d'Angoulême, émet l'idée d'un classement des circuits automobile urbains français (le circuit de Pau-Ville et le Circuit des Remparts d'Angoulême) au patrimoine de l'UNESCO, cette idée est inspirée des organisateurs du Grand Prix automobile de Monaco qui souhaitaient également faire classer le Circuit de Monaco au patrimoine mondial immatériel de l'humanité.
Le même mois, le romancier Sébastien Sarraude publie un roman noir intitulé Ça passe ou ça casse qui raconte l'histoire d'un pilote palois en quête de victoires en F3, notamment lors du Grand Prix de Pau. Au cours du Grand Prix historique, le pilote béarnais Laurent Courrègelongue se fait remarquer en catégorie Formule Ford grâce à la livrée spéciale de sa monoplace, décorée aux couleurs du roman. Le bilan du Grand Prix historique bat des records de fréquentation avec 13 000 spectateurs.
Finalement, seul Sébastien Loeb est présent au Grand Prix. La première journée du Grand Prix, consacrée aux essais et aux qualifications, se déroule sous une pluie torrentielle et un vent assez important, les deux cumulés provoqueront la chute d'un arbre sur la piste à hauteur de la chicane du croisement de Bizanos pendant les essais de la Renault Clio Cup France. La deuxième journée, le dimanche, voit les premières courses se dérouler avec notamment la course qualificative de Formule Renault, remportée par le gallois Matt Parry, qui prend alors une sérieuse option sur la victoire finale. Deux courses supports des Mitjet Series se déroulent ce jour-là et sont remportées par Jean-Philippe Dayraut puis Sébastien Loeb qui alternent les places d'honneur et contribuent au spectacle en piste en se dépassant et se redépassant mutuellement. La Porsche Carrera Cup France organise sa traditionnelle course nocturne et voit la victoire de Maxime Jousse après l'accident du leader précédent, Vincent Beltoise, vainqueur d'une des deux manches du Grand Prix électrique un peu plus tôt dans la journée.
Le lendemain, le Grand Prix de Pau de Formule Renault est remporté par l'italien Luca Ghiotto, de l'écurie Prema Powerteam, la même écurie qui avait remporté le Grand Prix l'an passé en F3. La course à notamment été marquée par un violent accrochage dans la ligne droite opposée et par une pénalité (drive-through) effectuée par le leader Pierre Gasly pour avoir doublé sous drapeau jaune. Il s'avère finalement que le Normand méritait de remporter la course, la sanction étant en réalité injustifiée.
Côme Ledogar remporte la course en Porsche Carrera Cup après un nouvel accident de Vincent Beltoise, quasiment identique à celui de la veille en nocturne, le neveu de Jean-Pierre Beltoise avait alors bloqué ses roues et tapé dans le mur au freinage du Pont Oscar.
Le plateau peu attrayant, la publicité mensongère du promoteur, les erreurs de la direction de course et la météo exécrable feront de l'édition 2013 l'une des pires éditions du Grand Prix de Pau depuis sa création, notamment en termes d'affluence, l’événement ne réunit alors que 17000 spectateurs.
Quelques jours après le Grand Prix, les organisateurs et la mairie font part de leur envie de voir l'épreuve paloise intégrée au Championnat de Formule E FIA 2014-2015. Malheureusement, la faible popularité de la ville face aux grandes mégalopoles du monde, également candidates, pousse la FIA à ne pas retenir la candidature béarnaise pour les années à venir.
Le retour de la Formule 3 européenne est alors sérieusement envisagé par les organisateurs mais est alors fortement compromis par le départ de la société Peter Auto, qui assurait la promotion du Grand Prix depuis 2011. L'ASACBB reprend alors la promotion du Grand Prix. Un temps menacé, le Grand Prix est finalement programmé pour 2014.

## Format
Samedi 18 mai
- 12 h 10 : essais libres 1 (45 minutes)
- 18 h 15 : essais libres 2 (45 minutes)

Dimanche 19 mai
- 11 h 50 : essais qualificatifs (35 minutes)
- 17 h 55 : course qualificative (25 minutes + 1 tour)

Lundi 20 mai
- 14 h 55 : Grand Prix de Pau (25 minutes + 1 tour)

## Engagés
Liste des engagés publiée le 18 avril 2013 et mise à jour le 13 mai, et remise à jour avant le GP.
| Équipe              | Voiture                 | no | Pilote             |
| ------------------- | ----------------------- | -- | ------------------ |
| Fortec Motorsport   | Tatuus FR2.0/13-Renault | 1  | Jake Dennis        |
| Fortec Motorsport   | Tatuus FR2.0/13-Renault | 2  | Matt Parry         |
| Fortec Motorsport   | Tatuus FR2.0/13-Renault | 3  | Alfonso Celis Jr.  |
| Tech 1 Racing       | Tatuus FR2.0/13-Renault | 5  | Egor Orudzhev      |
| Tech 1 Racing       | Tatuus FR2.0/13-Renault | 6  | Matthieu Vaxivière |
| Tech 1 Racing       | Tatuus FR2.0/13-Renault | 7  | Pierre Gasly       |
| Manor MP Motorsport | Tatuus FR2.0/13-Renault | 8  | Oliver Rowland     |
| Prema Powerteam     | Tatuus FR2.0/13-Renault | 10 | Luca Ghiotto       |
| Prema Powerteam     | Tatuus FR2.0/13-Renault | 11 | Bruno Bonifacio    |
| AV Formula          | Tatuus FR2.0/13-Renault | 14 | Tristan Papavoine  |
| Formula Motorsport  | Tatuus FR2.0/13-Renault | 15 | Nicolas Pironneau  |
| Formula Motorsport  | Tatuus FR2.0/13-Renault | 16 | Marc Cattaneo      |

## Essais libres
| Pilote | Équipe | Chrono | Écart |
| ------ | ------ | ------ | ----- |

| Pilote | Équipe | Chrono | Écart |
| ------ | ------ | ------ | ----- |

## Essais Qualificatifs
| Pilote | Équipe | Chrono | Écart |
| ------ | ------ | ------ | ----- |

## Course(s)

### Course qualificative

#### Grille de départ
| 1re ligne | 1. Matt Parry ( Royaume-Uni)     | 2. Bruno Bonifacio ( Brésil)    |
| 2e ligne  | 3. Jake Dennis ( Royaume-Uni)    | 4. Luca Ghiotto ( Italie)       |
| 3e ligne  | 5. Oliver Rowland ( Royaume-Uni) | 6. Matthieu Vaxivière ( France) |
| 4e ligne  | 7. Pierre Gasly ( France)        | 8. Egor Orudzhev ( Russie)      |
| 5e ligne  | 9. Alfonso Celis Jr. ( Mexique)  | 10. Tristan Papavoine ( France) |
| 6e ligne  | 11. Nicolas Pironneau ( France)  | 12. Marc Cattaneo ( France)     |

#### Classement
| Pos. | no | Pilote             | Écurie              | Voiture                 | Tours | Temps/Abandon   | Grille |
| ---- | -- | ------------------ | ------------------- | ----------------------- | ----- | --------------- | ------ |
| 1    | 2  | Matt Parry         | Fortec Motorsport   | Tatuus FR2.0/13-Renault | 20    | 26 min 45 s 714 | 1      |
| 2    | 1  | Jake Dennis        | Fortec Motorsport   | Tatuus FR2.0/13-Renault | 20    | + 7 s 476       | 3      |
| 3    | 8  | Oliver Rowland     | Manor MP Motorsport | Tatuus FR2.0/13-Renault | 20    | + 7 s 827       | 5      |
| 4    | 6  | Matthieu Vaxivière | Tech 1 Racing       | Tatuus FR2.0/13-Renault | 20    | + 8 s 140       | 6      |
| 5    | 11 | Bruno Bonifacio    | Prema Powerteam     | Tatuus FR2.0/13-Renault | 20    | + 9 s 069       | 2      |
| 6    | 10 | Luca Ghiotto       | Prema Powerteam     | Tatuus FR2.0/13-Renault | 20    | + 10 s 230      | 4      |
| 7    | 7  | Pierre Gasly       | Tech 1 Racing       | Tatuus FR2.0/13-Renault | 20    | + 12 s 244      | 7      |
| 8    | 5  | Egor Orudzhev      | Tech 1 Racing       | Tatuus FR2.0/13-Renault | 20    | + 20 s 174      | 8      |
| 9    | 3  | Alfonso Celis Jr.  | Fortec Motorsport   | Tatuus FR2.0/13-Renault | 20    | + 28 s 436      | 9      |
| 10   | 14 | Tristan Papavoine  | AV Formula          | Tatuus FR2.0/13-Renault | 19    | + 1 tour        | 10     |
| 11   | 16 | Marc Cattaneo      | Formula Motorsport  | Tatuus FR2.0/13-Renault | 18    | + 1 tour        | 12     |
| 12   | 15 | Nicolas Pironneau  | Formula Motorsport  | Tatuus FR2.0/13-Renault | 18    | + 1 tour        | 11     |

- Légende: Ab.=Abandon - Dsq.=Disqualifié - Np.=Non partant.

### Grand Prix

#### Grille de départ
| 1re ligne | 1. Matt Parry ( Royaume-Uni)     | 2. Jake Dennis ( Royaume-Uni)   |
| 2e ligne  | 3. Oliver Rowland ( Royaume-Uni) | 4. Matthieu Vaxivière ( France) |
| 3e ligne  | 5. Bruno Bonifacio ( Brésil)     | 6. Luca Ghiotto ( Italie)       |
| 4e ligne  | 7. Pierre Gasly ( France)        | 8. Egor Orudzhev ( Russie)      |
| 5e ligne  | 9. Alfonso Celis Jr. ( Mexique)  | 10. Tristan Papavoine ( France) |
| 6e ligne  | 11. Marc Cattaneo ( France)      | 12. Nicolas Pironneau ( France) |

#### Classement
| Pos. | no | Pilote             | Écurie              | Voiture                 | Tours | Temps/Abandon   | Grille |
| ---- | -- | ------------------ | ------------------- | ----------------------- | ----- | --------------- | ------ |
| 1    | 10 | Luca Ghiotto       | Prema Powerteam     | Tatuus FR2.0/13-Renault | 20    | 44 min 18 s 805 | 6      |
| 2    | 5  | Egor Orudzhev      | Tech 1 Racing       | Tatuus FR2.0/13-Renault | 20    | + 1 s 968       | 8      |
| 3    | 1  | Jake Dennis        | Fortec Motorsport   | Tatuus FR2.0/13-Renault | 20    | + 4 s 236       | 2      |
| 4    | 8  | Oliver Rowland     | Manor MP Motorsport | Tatuus FR2.0/13-Renault | 20    | + 5 s 117       | 3      |
| 5    | 2  | Matt Parry         | Fortec Motorsport   | Tatuus FR2.0/13-Renault | 20    | + 10 s 942      | 1      |
| 6    | 11 | Bruno Bonifacio    | Prema Powerteam     | Tatuus FR2.0/13-Renault | 20    | + 34 s 979      | 5      |
| 7    | 7  | Pierre Gasly       | Tech 1 Racing       | Tatuus FR2.0/13-Renault | 20    | + 38 s 483      | 7      |
| 8    | 14 | Tristan Papavoine  | AV Formula          | Tatuus FR2.0/13-Renault | 20    | + 58 s 011      | 10     |
| 9    | 15 | Nicolas Pironneau  | Formula Motorsport  | Tatuus FR2.0/13-Renault | 20    | + 2 min 9 s 615 | 12     |
| 10   | 6  | Matthieu Vaxivière | Tech 1 Racing       | Tatuus FR2.0/13-Renault | 6     |                 | 4      |
| 11   | 16 | Marc Cattaneo      | Formula Motorsport  | Tatuus FR2.0/13-Renault | 5     |                 | 11     |
| 12   | 3  | Alfonso Celis Jr.  | Fortec Motorsport   | Tatuus FR2.0/13-Renault |       |                 | 9      |

## Courses supports
| Manche | Pilote                | Voiture                      | Championnat                | Saison |
| ------ | --------------------- | ---------------------------- | -------------------------- | ------ |
| C1     | Vincent Beltoise      | Exagon Andros Car 04-Siemens | Andros GP Électrique       | Saison |
| C2     | Mike Parisy           | Exagon Andros Car 04-Siemens | Andros GP Électrique       | Saison |
| C3     | Maxime Jousse (pt)    | Porsche 997 GT3              | Porsche Carrera Cup France | Saison |
| C4     | Côme Ledogar          | Porsche 997 GT3              | Porsche Carrera Cup France | Saison |
| C4     | Anthoine Hubert       | Signatech F4-Renault         | Championnat de France F4   | Saison |
| C5     | Jules Gounon          | Signatech F4-Renault         | Championnat de France F4   | Saison |
| C6     | Anthoine Hubert       | Signatech F4-Renault         | Championnat de France F4   | Saison |
| C3     | Eric Trémoulet        | Renault Clio                 | Renault Clio Cup France    | Saison |
| C4     | Eric Trémoulet        | Renault Clio                 | Renault Clio Cup France    | Saison |
| C1     | Laurent Bambalère     | Tork Mitjet 1.3-Yamaha       | Mitjet 1300 Light          | Saison |
| C2     | Laurent Bambalère     | Tork Mitjet 1.3-Yamaha       | Mitjet 1300 Light          | Saison |
| C3     | Laurent Bambalère     | Tork Mitjet 1.3-Yamaha       | Mitjet 1300 Light          | Saison |
| C4     | Olivier Lombard       | Tork Mitjet 1.3-Yamaha       | Mitjet 1300 Light          | Saison |
| C1     | Jean-Philippe Dayraut | Tork Mitjet 2.0-Renault      | Mitjet 2L Supersport       | Saison |
| C2     | Sébastien Loeb        | Tork Mitjet 2.0-Renault      | Mitjet 2L Supersport       | Saison |
| C3     | Jean-Philippe Dayraut | Tork Mitjet 2.0-Renault      | Mitjet 2L Supersport       | Saison |
| C4     | Jean-Philippe Dayraut | Tork Mitjet 2.0-Renault      | Mitjet 2L Supersport       | Saison |

## Grand Prix Historique
Le Grand Prix de Pau historique a eu lieu la semaine précédant le Grand Prix "moderne".
| Manche | Pilote           | Voiture            | Formule (année)                              | Championnat / Course                         |
| ------ | ---------------- | ------------------ | -------------------------------------------- | -------------------------------------------- |
| C1     | Arnaud Réchède   | Lola T540-Ford     | Formule Ford (1966-1981)                     | Formula Ford Historic / Trophée des Pyrénées |
| C2     | Arnaud Réchède   | Lola T540-Ford     | Formule Ford (1966-1981)                     | Formula Ford Historic / Trophée des Pyrénées |
| C1     | Julian Bronson   | Scarab Offenhauser | Formule 1 (Pré-1961)                         | H.G.P.C.A. Pre-1961 / Trophée Argentin       |
| C2     | Julian Bronson   | Scarab Offenhauser | Formule 1 (Pré-1961)                         | H.G.P.C.A. Pre-1961 / Trophée Argentin       |
| C1     | Peter Horsman    | Lotus 18/21        | Formule 1 (Pré-1966)                         | H.G.P.C.A. Pre-1966 / Trophée de Pau         |
| C2     | Peter Horsman    | Lotus 18/21        | Formule 1 (Pré-1966)                         | H.G.P.C.A. Pre-1966 / Trophée de Pau         |
| C1     | Thierry Chanoine | Riley              | Grand Prix (Pré-1939) / Sport (Pré-1939)     | Trophée Légende                              |
| C2     | Thierry Chanoine | Riley              | Grand Prix (Pré-1939) / Sport (Pré-1939)     | Trophée Légende                              |
| C1     | Yvan Mahé        | AC Cobra           | Grand Tourisme (Pré-1965) / Sport (Pré-1962) | Sixties'Endurance / Trophée Phil Hill        |
| C2     | Yvan Mahé        | AC Cobra           | Grand Tourisme (Pré-1965) / Sport (Pré-1962) | Sixties'Endurance / Trophée Phil Hill        |
| C1     | Laurent Majou    | Austin Mini        | Tourisme (Pré-1965)                          | Trophée Mini Classic                         |
| C2     | Laurent Majou    | Austin Mini        | Tourisme (Pré-1965)                          | Trophée Mini Classic                         |
| C1     | Jonathon Hughes  | Brabham BT6        | Formule Junior (1957-1963)                   | Trophée Lurani FIA / Trophée Junior          |
| C2     | Jonathon Hughes  | Brabham BT6        | Formule Junior (1957-1963)                   | Trophée Lurani FIA / Trophée Junior          |